# Vahid Halilhodžić
Vahid Halilhodžić (Jablanica, 15 oktober 1952) is een Bosnisch voetbaltrainer en voormalig voetballer. Van 2011 tot 2014 was hij bondscoach van Algerije, waarmee hij op het WK 2014 de achtste finale bereikte. Na het WK 2014 vertrok Halilhodžić naar Trabzonspor, waar hij in november alweer werd ontslagen. Op 12 maart werd hij gepresenteerd als de nieuwe bondscoach van Japan na het gedwongen vertrek van Javier Aguirre. Die werd in februari 2015 ontslagen vanwege mogelijke betrokkenheid bij matchfixing in Spanje en de vroege uitschakeling in de strijd om de AFC Asian Cup.

## Spelerscarrière
Vahid Halilhodžić voetbalde in zijn geboortestreek voor het bescheiden Turbina Jablanica, maar verhuisde op 14-jarige leeftijd naar Mostar om er een opleiding elektrotechniek te volgen. In die stad sloot hij zich na twee jaar aan bij de jeugd van Velež Mostar, waar zijn broer Salem op dat ogenblik in het eerste elftal speelde. In 1971 werd hij voor zes maanden uitgeleend aan NK Neretva om ervaring op te doen. Nadien keerde hij terug naar Velež Mostar, waar hij vanaf 1973 een vaste waarde werd en een gevaarlijke tandem vormde met Dušan Bajević. In 1974 werd de club voor het tweede jaar op rij vicekampioen.
Halilhodžić beschikte als spits over een uitstekend schot. Hij scoorde makkelijk en was vanaf 1974 bijna jaarlijks goed voor minstens tien doelpunten. In geen tijd speelde hij zich in de kijker van de nationale ploeg en tal van Europese clubs. In 1976 bereikte hij met Velež de finale van de Mitropacup en in 1981 ging de club aan de haal met de Joegoslavische beker. In de bekerfinale tegen Željezničar Sarajevo was Halilhodžić goed voor twee treffers.
Volgens de Joegoslavische wetgeving mocht een speler pas op 28-jarige leeftijd en na het beëindigen van de legerdienst naar een buitenlandse club verhuizen. In 1981 verkaste de inmiddels bijna 29-jarige spits naar Frankrijk. Hij tekende bij FC Nantes en werd er meteen een titularis. In 1982 werd Jean-Claude Suaudeau aangesteld als nieuwe trainer en werd Nantes voor de zesde keer kampioen. Halilhodžić sloot het seizoen bovendien af als topschutter. In de bekerfinale nam de club het dat jaar op tegen Paris Saint-Germain, de club waar zijn generatie- en landgenoot Safet Sušić uitblinker was. De Parijzenaars wonnen met 3–2.
Na het succesjaar slaagde Nantes er niet meteen in om een nieuwe prijs in de wacht te slepen. Hoewel Halilhodžić makkelijk bleef scoren - hij werd in 1985 voor de tweede keer topschutter in Frankrijk - moest Nantes zich in zowel 1985 als 1986 tevreden stellen met de titel van vicekampioen. Na vijf seizoenen wilde de 34-jarige Halilhodžić terugkeren naar zijn thuisland omdat zijn vader ernstig ziek was. Bij de contractbesprekingen eiste hij een zodanig hoog salaris dat de club hem wel moest laten gaan. Toenmalig landskampioen Paris Saint-Germain deed echter wel een aanlokkelijk bod, waarop Halilhodžić besloot om nog een jaar voor de Parijzenaars te voetballen. De Bosniër werd in de Franse hoofdstad verenigd met Sušić, maar kende daar geen goed seizoen. De Parijzenaars presteerden ondermaats en werden al in de eerste ronde van de Europacup I uitgeschakeld. In de Franse competitie raakte Paris Saint-Germain niet verder dan de middenmoot. Bovendien stierf in de loop van het seizoen de moeder van Halilhodžić, waardoor hij besloot om een punt achter zijn spelerscarrière te zetten. Halilhodžić speelde achttien wedstrijden voor Paris Saint-Germain en maakte daarin acht doelpunten.

### Clubstatistieken
| Seizoen | Club                | Competitie       | Wed. | Goals |
| ------- | ------------------- | ---------------- | ---- | ----- |
| 1971/72 | → NK Neretva        | Dalmatinska Liga |      |       |
| 1972/73 | Velež Mostar        | Prva Liga        | 9    | 1     |
| 1973/74 | Velež Mostar        | Prva Liga        | 24   | 6     |
| 1974/75 | Velež Mostar        | Prva Liga        | 30   | 16    |
| 1975/76 | Velež Mostar        | Prva Liga        | 34   | 19    |
| 1976/77 | Velež Mostar        | Prva Liga        | 23   | 10    |
| 1977/78 | Velež Mostar        | Prva Liga        | 27   | 18    |
| 1978/79 | Velež Mostar        | Prva Liga        | 28   | 16    |
| 1979/80 | Velež Mostar        | Prva Liga        | 11   | 9     |
| 1980/81 | Velež Mostar        | Prva Liga        | 22   | 11    |
| 1981/82 | FC Nantes           | Division 1       | 28   | 7     |
| 1982/83 | FC Nantes           | Division 1       | 36   | 27    |
| 1983/84 | FC Nantes           | Division 1       | 29   | 13    |
| 1984/85 | FC Nantes           | Division 1       | 34   | 27    |
| 1985/86 | FC Nantes           | Division 1       | 36   | 18    |
| 1986/87 | Paris Saint-Germain | Division 1       | 18   | 8     |
| TOTAAL  | TOTAAL              | TOTAAL           | 389  | 206   |

## Nationale ploeg
Op 19 juni 1976, in de troostfinale van het EK 1976 tegen Nederland, debuteerde Halilhodžić voor de nationale ploeg van Joegoslavië. Hij mocht toen tijdens de rust invallen. Joegoslavië verloor de wedstrijd met 3–2.
Twee jaar later mocht hij ook deelnemen aan het EK onder 21. Elk land mocht voor het toernooi twee spelers ouder dan 21 jaar selecteren. Joegoslavië koos voor de 26-jarige Halilhodžić en de 22-jarige Velimir Zajec. Joegoslavië bereikte op het toernooi de finale en versloeg daarin Oost-Duitsland. De heenwedstrijd werd met 0–1 gewonnen na een doelpunt van Halilhodžić. In de terugwedstrijd, die op 4–4 eindigde, was de spits goed voor een hattrick. Na het toernooi werd hij verkozen tot beste speler.
Na het EK onder 21 kreeg de spits ook meer speelkansen in de nationale ploeg van Joegoslavië, maar het elftal van bondscoach Biće Mladinić werkte een slechte EK-kwalificatiecampagne af. In 1979 werd Miljan Miljanić teruggehaald als bondscoach en viel Halilhodžić steeds vaker naast het elftal. Joegoslavië wist zich uiteindelijk niet te plaatsen voor het EK.
Twee jaar later mochten de Joegoslaven wel naar het WK 1982 in Spanje. Halilhodžić maakte deel uit van de WK-selectie en kreeg tijdens het toernooi twee invalbeurten. Zijn latere ploeggenoot bij Paris Saint-Germain, Safet Sušić, kreeg doorheen het WK de voorkeur op Halilhodžić.
In 1985 speelde Halilhodžić zijn vijftiende en laatste interland voor Joegoslavië. Enkele decennia later betreurde hij dat hij in de jaren 1970 en '80 niet vaker voor zijn nationale ploeg in actie was gekomen. Hij stelde toen dat "zijn achternaam te lang was voor de scoreborden in Belgrado", waarmee hij insinueerde dat het feit dat hij een moslim is, de reden was waarom hij niet altijd geselecteerd werd.

## Trainerscarrière

### Beginjaren
Begin jaren 1990 startte Halilhodžić zijn trainerscarrière bij zijn ex-club Velež Mostar, dat hij na twee jaar inruilde voor de bescheiden Franse club Beauvais. In 1997 werd de Bosniër aangesteld als trainer van de Marokkaanse topclub Raja Casablanca. Onder zijn leiding veroverde de club de landstitel en de CAF Champions League. In de finale versloeg Raja Casablanca het Ghanese Goldfields na strafschoppen.

### Lille
In oktober 1998 keerde Halilhodžić terug naar Frankrijk. Hij ging er aan de slag bij Lille OSC, dat in de degradatiezone van Division 2 vertoefde. Onder zijn leiding rukte het elftal op naar de vierde plaats. Een seizoen later stond er geen maat op Lille OSC, dat onder Halilhodžić' trainerschap de competitie domineerde. De club werd kampioen in Division 2 met zestien punten voorsprong op Guingamp. Halilhodžić, die geprezen werd om zijn professionalisme en tactisch inzicht, kreeg de bijnaam "Coach Vahid". Na de promotie van Lille OSC werd de club verrassend derde in Division 1 en plaatste het zich zo voor het eerst voor de UEFA Champions League. In het daaropvolgende seizoen werd Lille vierde, maar besloot Halilhodžić op te stappen wegens een gebrek aan ambitie bij het bestuur.

### Rennes en Paris Saint-Germain
In november 2002 nam de Bosniër het in sportieve moeilijkheden verkerende Stade Rennais onder zijn hoede, als opvolger van Philippe Bergeroo. De Franse club nam na de komst van Halilhodžić afstand van de degradatiezone. De uitstekende prestaties van Halilhodžić leverde hem aanbiedingen op van onder meer Spaanse en Duitse clubs. Uiteindelijk stapte hij in de zomer van 2003 over naar zijn ex-club Paris Saint-Germain.
Bij de Parijzenaars kreeg hij topspelers als Pedro Pauleta, Juan Pablo Sorín, Reinaldo, Gabriel Heinze en Lorik Cana onder zijn hoede. De club, die al sinds 1998 op zoek was naar een nieuwe prijs, werd in 2004 vicekampioen en bekerwinnaar. In de finale van de Coupe de France won Paris Saint-Germain met het kleinste verschil van Châteauroux. In het seizoen 2004/05 presteerde Paris Saint-Germain ondermaats. In de UEFA Champions League werd de club laatste in de groep van Chelsea, FC Porto en CSKA Moskou en in Ligue 1 raakte de club niet verder dan de middenmoot. In februari 2005 werd Halilhodžić ontslagen.
In 2004 werd Halilhodžić onderscheiden door de Franse overheid met een benoeming in het Legioen van Eer.

### Trabzonspor

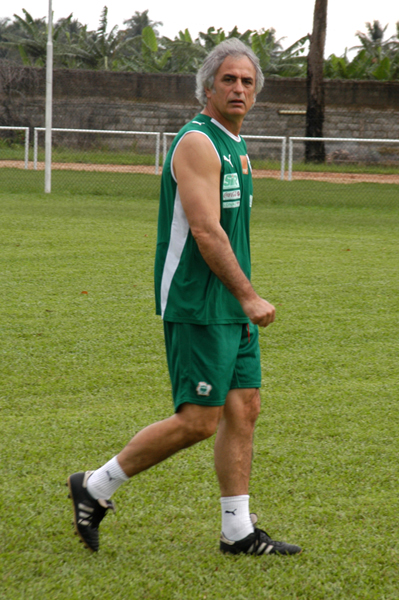
Halilhodžić als bondscoach van Ivoorkust (2008).

Later dat jaar, in oktober 2005, werd hij trainer bij het Turkse Trabzonspor. De subtopper eindigde in het seizoen 2005/06 op de vierde plaats, net na de drie grote clubs uit Istanboel: Beşiktaş, Galatasaray en Fenerbahçe. Door de vierde plaats was zijn team geplaatst voor de UEFA Cup. Desondanks besloot Halilhodžić zijn contract niet te verlengen.

### Ivoorkust
In mei 2008 werd hij aangesteld als bondscoach van Ivoorkust. Hij werkte daar samen met getalenteerde spelers als Didier Drogba, Yaya Touré, Kolo Touré, Salomon Kalou, Aruna Dindane en Gervinho. Halilhodžić slaagde erin om het sterrenelftal goed te laten presteren. Tijdens de kwalificatiewedstrijden onder Halilhodžić bleef Ivoorkust gedurende twee jaar ongeslagen. Het plaatste zich zo voor de Afrika Cup en het WK 2010 in Zuid-Afrika. Op de Afrika Cup raakte Ivoorkust echter niet verder dan de kwartfinale, waarin het na verlengingen verloor van Algerije. Door de politieke onrust in het land kwam het teleurstellende resultaat van de nationale ploeg erg ongelegen. Vier maanden voor het WK van start zou gaan, werd Halilhodžić ontslagen. De Zweedse succescoach Sven-Göran Eriksson mocht in zijn plaats met Ivoorkust naar het WK.
| Interlands Ivoorkust onder leiding van Vahid Halilhodžić | Interlands Ivoorkust onder leiding van Vahid Halilhodžić | Interlands Ivoorkust onder leiding van Vahid Halilhodžić | Interlands Ivoorkust onder leiding van Vahid Halilhodžić | Interlands Ivoorkust onder leiding van Vahid Halilhodžić |
| №                                                        | Datum                                                    | Wedstrijd                                                | Uitslag                                                  | Competitie                                               |
| -------------------------------------------------------- | -------------------------------------------------------- | -------------------------------------------------------- | -------------------------------------------------------- | -------------------------------------------------------- |
| 1                                                        | 22.05.2008                                               | Ivoorkust – Paraguay                                     | 1–1                                                      | Oefeninterland                                           |
| 2                                                        | 24.05.2008                                               | Japan – Ivoorkust                                        | 1–0                                                      | Oefeninterland                                           |
| 3                                                        | 01.06.2008                                               | Ivoorkust – Mozambique                                   | 1–0                                                      | WK-kwalificatie                                          |
| 4                                                        | 08.06.2008                                               | Madagaskar – Ivoorkust                                   | 0–0                                                      | WK-kwalificatie                                          |
| 5                                                        | 14.06.2008                                               | Botswana – Ivoorkust                                     | 1–1                                                      | WK-kwalificatie                                          |
| 6                                                        | 22.06.2008                                               | Ivoorkust – Botswana                                     | 4–0                                                      | WK-kwalificatie                                          |
| 7                                                        | 20.08.2008                                               | Guinee – Ivoorkust                                       | 1–2                                                      | Oefeninterland                                           |
| 8                                                        | 07.09.2008                                               | Mozambique – Ivoorkust                                   | 1–1                                                      | WK-kwalificatie                                          |
| 9                                                        | 11.10.2008                                               | Ivoorkust – Madagaskar                                   | 3–0                                                      | WK-kwalificatie                                          |
| 10                                                       | 19.11.2008                                               | Israël – Ivoorkust                                       | 2–2                                                      | Oefeninterland                                           |
| 11                                                       | 11.02.2009                                               | Turkije – Ivoorkust                                      | 1–1                                                      | Oefeninterland                                           |
| 12                                                       | 29.03.2009                                               | Ivoorkust – Malawi                                       | 5–0                                                      | WK-kwalificatie                                          |
| 13                                                       | 07.06.2009                                               | Guinee – Ivoorkust                                       | 1–2                                                      | WK-kwalificatie                                          |
| 14                                                       | 20.06.2009                                               | Burkina Faso – Ivoorkust                                 | 2–3                                                      | WK-kwalificatie                                          |
| 15                                                       | 12.08.2009                                               | Tunesië – Ivoorkust                                      | 0–0                                                      | Oefeninterland                                           |
| 16                                                       | 05.09.2009                                               | Ivoorkust – Burkina Faso                                 | 5–0                                                      | WK-kwalificatie                                          |
| 17                                                       | 10.10.2009                                               | Malawi – Ivoorkust                                       | 1–1                                                      | WK-kwalificatie                                          |
| 18                                                       | 14.11.2009                                               | Ivoorkust – Guinee                                       | 3–0                                                      | WK-kwalificatie                                          |
| 19                                                       | 18.11.2009                                               | Duitsland – Ivoorkust                                    | 2–2                                                      | Oefeninterland                                           |
| 20                                                       | 04.01.2010                                               | Tanzania – Ivoorkust                                     | 0–1                                                      | Oefeninterland                                           |
| 21                                                       | 07.01.2010                                               | Rwanda – Ivoorkust                                       | 0–2                                                      | Oefeninterland                                           |
| 22                                                       | 11.01.2010                                               | Ivoorkust – Burkina Faso                                 | 0–0                                                      | Africa Cup                                               |
| 23                                                       | 15.01.2010                                               | Ivoorkust – Ghana                                        | 3–1                                                      | Africa Cup                                               |
| 24                                                       | 24.01.2010                                               | Ivoorkust – Algerije                                     | 2–3                                                      | Africa Cup                                               |

### Dinamo Zagreb
Na het WK 2010 werd Halilhodžić opnieuw clubtrainer. Hij tekende een contract voor tweeënhalf jaar bij Dinamo Zagreb. Hij was bij de Kroatische topclub de opvolger van Velimir Zajec, de voormalige middenvelder met wie hij in 1978 had deelgenomen aan het EK onder 21. Onder de leiding van Halilhodžić begon Dinamo Zagreb aantrekkelijker te voetballen. De club presteerde ook beter en won in de UEFA Europa League verrassend van het Spaanse Villarreal. Doch kon de club zich niet plaatsen voor de volgende ronde van het Europese toernooi, maar Halilhodžić behield het vertrouwen van het bestuur en de supporters. In de competitie kende Dinamo Zagreb immers weinig concurrentie. Naar het einde van het seizoen toe onderhandelde Halilhodžić over een contractverlenging. Tijdens een wedstrijd tegen Inter Zaprešić kwam het tijdens de rust tot een ruzie tussen de trainer en voorzitter Zdravko Mamić. Op 6 mei 2011 stapte Halilhodžić op.

### Algerije
Op 22 juni 2011 werd Halilhodžić voorgesteld als de nieuwe bondscoach van Algerije. Op 2 juli 2011 tekende hij een driejarig contract. De Bosnische bondscoach loodste het Noord-Afrikaanse land in november 2013 naar het WK 2014 in Brazilië. In de laatste kwalificatieronde voor het WK schakelde hij het Burkina Faso van bondscoach Paul Put uit. Algerije verloor de heenwedstrijd met 3–2, maar zette de scheve situatie recht door voor eigen publiek met 1–0 te winnen. De terugwedstrijd werd door zoveel mensen bijgewoond dat er tientallen gewonden vielen.
Op het WK overleefde Halilhodžić met Algerije verrassend de groepsfase, maar in de achtste finale bleek de latere wereldkampioen Duitsland te sterk. Hij stapte op na het toernooi en werd vervangen door Christian Gourcuff.
| Interlands Algerije onder leiding van Vahid Halilhodžić | Interlands Algerije onder leiding van Vahid Halilhodžić | Interlands Algerije onder leiding van Vahid Halilhodžić | Interlands Algerije onder leiding van Vahid Halilhodžić | Interlands Algerije onder leiding van Vahid Halilhodžić |
| №                                                       | Datum                                                   | Wedstrijd                                               | Uitslag                                                 | Competitie                                              |
| ------------------------------------------------------- | ------------------------------------------------------- | ------------------------------------------------------- | ------------------------------------------------------- | ------------------------------------------------------- |
| 1                                                       | 03.09.2011                                              | Tanzania – Algerije                                     | 1–1                                                     | Oefeninterland                                          |
| 2                                                       | 09.10.2011                                              | Algerije – Centraal-Afrikaanse Republiek                | 2–0                                                     | Kwalificatie Africa Cup                                 |
| 3                                                       | 12.11.2011                                              | Algerije – Tunesië                                      | 1–0                                                     | Oefeninterland                                          |
| 4                                                       | 29.02.2012                                              | Gambia – Algerije                                       | 1–2                                                     | Kwalificatie Africa Cup                                 |
| 5                                                       | 26.05.2012                                              | Algerije – Niger                                        | 3–0                                                     | Oefeninterland                                          |
| 6                                                       | 02.06.2012                                              | Algerije – Rwanda                                       | 4–0                                                     | WK-kwalificatie                                         |
| 7                                                       | 10.06.2012                                              | Mali – Algerije                                         | 2–1                                                     | WK-kwalificatie                                         |
| 8                                                       | 15.06.2012                                              | Algerije – Gambia                                       | 4–1                                                     | Kwalificatie Africa Cup                                 |
| 9                                                       | 09.09.2012                                              | Libië – Algerije                                        | 0–1                                                     | Kwalificatie Africa Cup                                 |
| 10                                                      | 14.10.2012                                              | Algerije – Libië                                        | 2–0                                                     | Kwalificatie Africa Cup                                 |
| 11                                                      | 14.11.2012                                              | Algerije – Bosnië en Herzegovina                        | 0–1                                                     | Oefeninterland                                          |
| 12                                                      | 12.01.2013                                              | Zuid-Afrika – Algerije                                  | 0–0                                                     | Oefeninterland                                          |
| 13                                                      | 22.01.2013                                              | Tunesië – Algerije                                      | 1–0                                                     | African Nations Cup                                     |
| 14                                                      | 26.01.2013                                              | Algerije – Togo                                         | 0–2                                                     | African Nations Cup                                     |
| 15                                                      | 30.01.2013                                              | Algerije – Ivoorkust                                    | 2–2                                                     | African Nations Cup                                     |
| 16                                                      | 26.03.2013                                              | Algerije – Benin                                        | 3–1                                                     | WK-kwalificatie                                         |
| 17                                                      | 02.06.2013                                              | Algerije – Burkina Faso                                 | 2–0                                                     | Oefeninterland                                          |
| 18                                                      | 09.06.2013                                              | Benin – Algerije                                        | 1–3                                                     | WK-kwalificatie                                         |
| 19                                                      | 16.06.2013                                              | Rwanda – Algerije                                       | 0–1                                                     | WK-kwalificatie                                         |
| 20                                                      | 14.08.2013                                              | Algerije – Guinee                                       | 2–2                                                     | Oefeninterland                                          |
| 21                                                      | 10.09.2013                                              | Algerije – Mali                                         | 1–0                                                     | WK-kwalificatie                                         |
| 22                                                      | 12.10.2013                                              | Burkina Faso – Algerije                                 | 3–2                                                     | WK-kwalificatie                                         |
| 23                                                      | 19.11.2013                                              | Algerije – Burkina Faso                                 | 1–0                                                     | WK-kwalificatie                                         |
| 24                                                      | 05.03.2014                                              | Algerije – Slovenië                                     | 0–0                                                     | Oefeninterland                                          |
| 25                                                      | 31.05.2014                                              | Algerije – Armenië                                      | 3–1                                                     | Oefeninterland                                          |
| 26                                                      | 04.06.2014                                              | Algerije – Roemenië                                     | 2–1                                                     | Oefeninterland                                          |
| 27                                                      | 17.06.2014                                              | België – Algerije                                       | 2–1                                                     | WK-eindronde                                            |
| 28                                                      | 22.06.2014                                              | Zuid-Korea – Algerije                                   | 2–4                                                     | WK-eindronde                                            |
| 29                                                      | 26.06.2014                                              | Algerije – Rusland                                      | 1–1                                                     | WK-eindronde                                            |
| 30                                                      | 30.06.2014                                              | Duitsland – Algerije                                    | 2–1                                                     | WK-eindronde                                            |

### Trabzonspor
Na het WK keerde hij terug bij de Turkse club Trabzonspor, dat geen succes werd. Op 9 november 2014 werd hij de laan uitgestuurd wegens de tegenvallende resultaten. Trabzon bezette op dat moment na acht speeldagen op de twaalfde plaats in de competitie met slechts een overwinning: een dieptepunt in de clubhistorie. Hij werd opgevolgd door Ersun Yanal.

### Japan
Op 12 maart 2015 werd Halilhodžić gepresenteerd als de nieuwe bondscoach van Japan na het gedwongen vertrek van Javier Aguirre. Die werd in februari 2015 ontslagen vanwege mogelijke betrokkenheid bij een matchfixingschandaal in Spanje en de vroege uitschakeling in de strijd om het Aziatisch kampioenschap in januari. Halilhodžić maakte zijn debuut aan de zijlijn op 27 maart  2015, toen Tunesië in een vriendschappelijk duel in Oita met 2–0 werd verslagen door doelpunten van Shinji Okazaki en Keisuke Honda. Met Japan neemt hij deel aan het kwalificatietoernooi voor het wereldkampioenschap voetbal 2018 in Rusland. Bij de loting op 15 april – als tegenstanders kwamen Afghanistan, Cambodja, Singapore en Syrië uit de bus – uitte Halilhodžić zich positief over de kwalificatiekansen van Japan en uitte hij tevens de ambitie zich ongeslagen te kwalificeren. In die opdracht slaagde hij. Japan plaatste zich op 31 augustus 2017 dankzij een 2–0 zege op Australië. Takuma Asano (41e minuut) en Yosuke Ideguchi (83e) maakten in Saitama de doelpunten voor de ploeg van bondscoach Halilhodžić. In april 2018 werd hij vervangen door Akira Nishino.
| Interlands Japan onder leiding van Vahid Halilhodžić | Interlands Japan onder leiding van Vahid Halilhodžić | Interlands Japan onder leiding van Vahid Halilhodžić | Interlands Japan onder leiding van Vahid Halilhodžić | Interlands Japan onder leiding van Vahid Halilhodžić |
| №                                                    | Datum                                                | Wedstrijd                                            | Uitslag                                              | Competitie                                           |
| ---------------------------------------------------- | ---------------------------------------------------- | ---------------------------------------------------- | ---------------------------------------------------- | ---------------------------------------------------- |
| 1                                                    | 27.03.2015                                           | Japan – Tunesië                                      | 2 – 0                                                | Oefeninterland                                       |
| 2                                                    | 31.03.2015                                           | Japan – Oezbekistan                                  | 5 – 1                                                | Oefeninterland                                       |
| 3                                                    | 11.06.2015                                           | Japan – Irak                                         | 4 – 0                                                | Oefeninterland                                       |
| 4                                                    | 16.06.2015                                           | Japan – Singapore                                    | 0 – 0                                                | WK-kwalificatie                                      |
| 5                                                    | 02.08.2015                                           | Noord-Korea – Japan                                  | 2 – 1                                                | Oost-Aziatisch kampioenschap                         |
| 6                                                    | 05.08.2015                                           | Japan – Zuid-Korea                                   | 1 – 1                                                | Oost-Aziatisch kampioenschap                         |
| 7                                                    | 09.08.2015                                           | China – Japan                                        | 1 – 1                                                | Oost-Aziatisch kampioenschap                         |
| 8                                                    | 03.09.2015                                           | Japan – Cambodja                                     | 3 – 0                                                | WK-kwalificatie                                      |
| 9                                                    | 08.09.2015                                           | Afghanistan – Japan                                  | 0 – 6                                                | WK-kwalificatie                                      |
| 10                                                   | 08.10.2015                                           | Syrië – Japan                                        | 0 – 3                                                | WK-kwalificatie                                      |
| 11                                                   | 13.10.2015                                           | Iran – Japan                                         | 1 – 1                                                | Oefeninterland                                       |
| 12                                                   | 12.11.2015                                           | Singapore – Japan                                    | 0 – 3                                                | WK-kwalificatie                                      |
| 13                                                   | 17.11.2015                                           | Cambodja – Japan                                     | 0 – 2                                                | WK-kwalificatie                                      |
| 14                                                   | 24.03.2016                                           | Japan – Afghanistan                                  | 5 – 0                                                | WK-kwalificatie                                      |
| 15                                                   | 29.03.2016                                           | Japan – Syrië                                        | 5 – 0                                                | WK-kwalificatie                                      |
| 16                                                   | 03.06.2016                                           | Japan – Bulgarije                                    | 7 – 2                                                | Oefeninterland                                       |
| 17                                                   | 07.06.2016                                           | Japan – Bosnië en Herzegovina                        | 1 – 2                                                | Oefeninterland                                       |
| 18                                                   | 01.09.2016                                           | Japan – Verenigde Arabische Emiraten                 | 1 – 2                                                | WK-kwalificatie                                      |
| 19                                                   | 06.09.2016                                           | Thailand – Japan                                     | 0 – 2                                                | WK-kwalificatie                                      |
| 20                                                   | 06.10.2016                                           | Japan – Irak                                         | 2 – 1                                                | WK-kwalificatie                                      |
| 21                                                   | 11.10.2016                                           | Australië – Japan                                    | 1 – 1                                                | WK-kwalificatie                                      |
| 22                                                   | 11.11.2016                                           | Japan – Oman                                         | 4 – 0                                                | Oefeninterland                                       |
| 23                                                   | 15.11.2016                                           | Japan – Saoedi-Arabië                                | 2 – 1                                                | WK-kwalificatie                                      |
| 24                                                   | 23.03.2017                                           | Verenigde Arabische Emiraten – Japan                 | 0 – 2                                                | WK-kwalificatie                                      |
| 25                                                   | 28.03.2017                                           | Japan – Thailand                                     | 4 – 0                                                | WK-kwalificatie                                      |
| 26                                                   | 07.06.2017                                           | Japan – Syrië                                        | 1 – 1                                                | Oefeninterland                                       |
| 27                                                   | 13.06.2017                                           | Irak – Japan                                         | 1 – 1                                                | WK-kwalificatie                                      |
| 28                                                   | 31.08.2017                                           | Japan – Australië                                    | 2 – 0                                                | WK-kwalificatie                                      |
| 29                                                   | 05.09.2017                                           | Saoedi-Arabië – Japan                                | 1 – 0                                                | WK-kwalificatie                                      |
| 30                                                   | 06.10.2017                                           | Japan – Nieuw-Zeeland                                | 2 – 1                                                | Oefeninterland                                       |
| 31                                                   | 10.10.2017                                           | Japan – Haïti                                        | 3 – 3                                                | Oefeninterland                                       |
| 32                                                   | 10.11.2017                                           | Brazilië – Japan                                     | 3 – 1                                                | Oefeninterland                                       |
| 33                                                   | 14.11.2017                                           | België – Japan                                       | 1 – 0                                                | Oefeninterland                                       |

## Erelijst
Als speler
 Velež Mostar
- Kup Josegoslavije: 1980/81

 Nantes
- Division 1: 1982/83

 Joegoslavië onder 21
- UEFA EK onder 21: 1978

Individueel als speler
- UEFA EK onder 21 Gouden Speler: 1978
- Division 1 Buitenlands Voetballer van het Jaar: 1984, 1985

Als trainer
 Raja Casablanca
- CAF Champions League: 1997
- Botola Pro: 1997/98

 Lille OSC
- Division 2: 1999/00

 Paris Saint-Germain
- Coupe de France: 2003/04

 Dinamo Zagreb
- 1. HNL: 2010/11

Individueel als trainer
- Division 2 Trainer van het Jaar: 1999
- Frans Trainer van het Jaar: 2001

Onderscheiding
- Chevalier of the Légion d'honneur: 2004